# Palais du Grabatoire
Le Palais du Grabatoire est l'actuelle demeure épiscopale de l'évêque du Mans. Il s'agit d'un ancien palais canonial construit dans la première moitié du XVIe siècle pour Jean de Couthardy. Le palais est situé dans le quartier de la Cité Plantagenêt, cœur historique du Mans. Le bâtiment fait face à la porte ouest de la Cathédrale Saint-Julien, place du Cardinal Grente. Sa dénomination a communément été réduite en Grabatoire ou l'hôtel du Grabatoire. Sa surface est d'une taille peu commune. Très peu de documents, ouvrages ou revues mancelles ont retracé l'histoire de l'édifice. Il s'agit de l'un des monuments les plus méconnus de la ville. Le Grabatoire est inscrit monument historique depuis 1927.

## Histoire
(mai 2018).

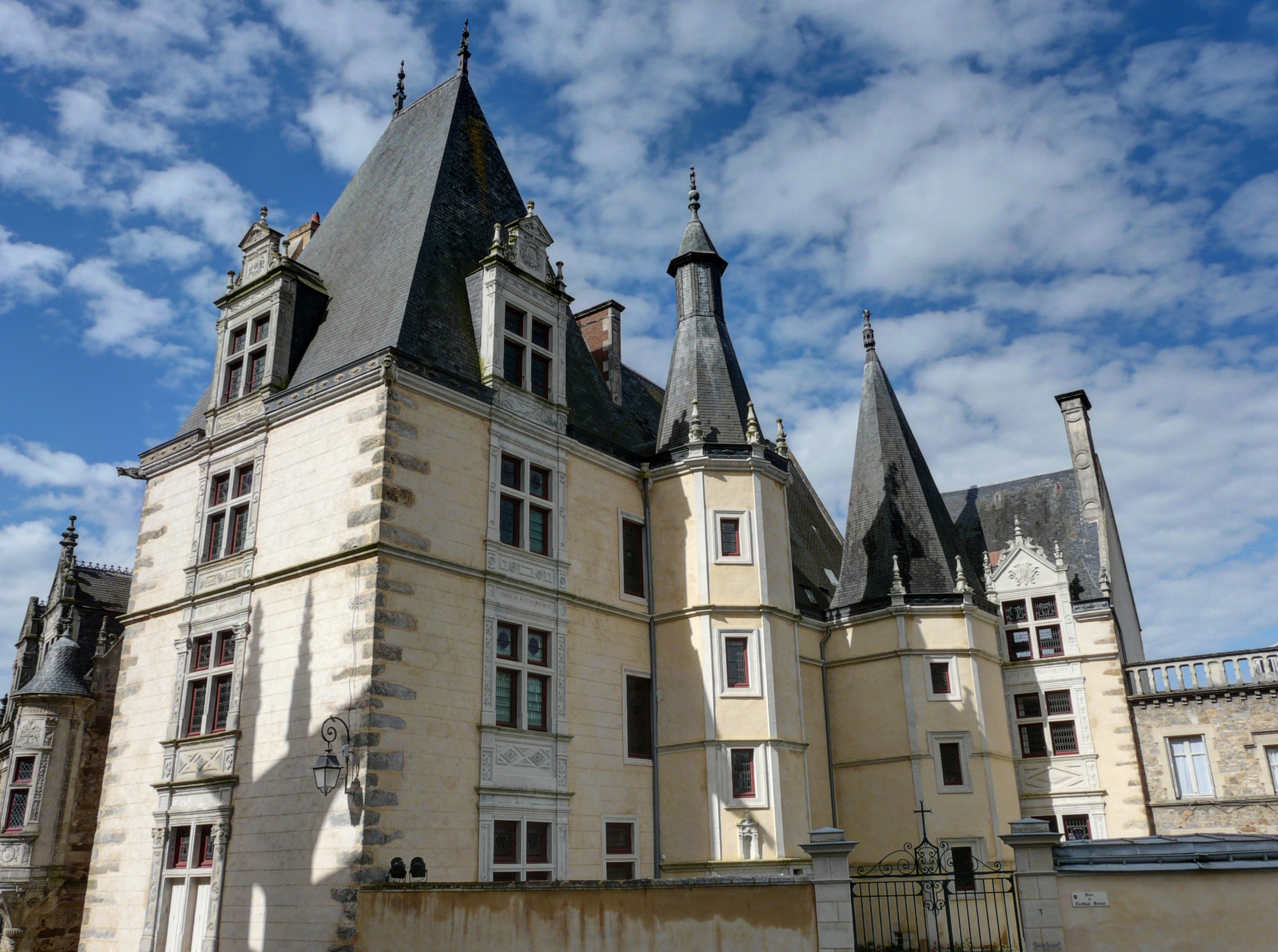
Palais du Grabatoire en 2016

Le Grabatoire, élevé à partir des années 1520 pour un des membres du Chapitre Saint-Julien du Mans, semble tirer son nom[citation nécessaire] d’un ancien hôpital qui l'y aurait précédé. Quoi qu'il en soit, peut-être dessiné par l'architecte et chanoine, Symon Hayeneufve[citation nécessaire], sa construction, étirée sur plus de vingt ans, pu enfin s'achever grâce à une transaction survenue le 30 décembre 1542 entre Anselme Taron - comme héritier de son oncle, le chanoine Jacques de Courthardy et le chapitre appelé à couvrir la grande majorité des frais, n'en acquit la pleine propriété que l'année suivante[citation nécessaire]. achevé rapidement[citation nécessaire], sans y apporter les lucarnes prévues : celles-ci ne furent ajoutées qu'en 1906.
Dès son achèvement cette maison canoniale, fut habité par le chanoine M. de Quincé moyennant un loyer annuel de cent livres[citation nécessaire]. En 1562, après la mise à sac de la cathédrale par les protestants, y fut établi une salle capitulaire[citation nécessaire]. En 1567, les greniers du bâtiment servirent à amasser le grain pour le ravitaillement de la ville[citation nécessaire]. En 1572, ce fut au tour de l’archidiacre de Château-du-Loir, Anselme Taron, de venir s’y installer[citation nécessaire]. Mais il fut vit[citation nécessaire]e remplacé par Étienne Roy qui y mourut en 1579. En 1585, la ville fut (de gré ou de force, on ne le sait[citation nécessaire]) le nouveau locataire du bâtiment. Le gouverneur de la province y fut ainsi logé[citation nécessaire]. En 1612, le maréchal de Lavardin y reçut le jeune Louis XIII et sa mère Marie de Médicis[citation nécessaire], de passage dans la ville. La régente fut même hospitalisée[citation nécessaire] dans l’édifice. Nombreux furent les gouverneurs de la province du Maine, à laisser l’immeuble dans un état peu commode après leur passage[citation nécessaire]. Ils avaient pourtant une intendance et une domesticité relativement nombreuse[citation nécessaire]. La ville dut donc rembourser d'importantes sommes d’argent au Chapitre qui ne faisait que constater les dégâts[citation nécessaire]. Lorsque le fils du duc de Tresmes, Louis François de Tresmes, renonça à s’installer dans l’édifice, le Chapitre y relogea deux de ses membres, et ce jusqu’en 1791[citation nécessaire]. 
Durant cette période, le Grabatoire fut séparé en deux parties[citation nécessaire]  : le fond de la cour, habité par le chanoine Fay, et le pavillon du Grabatoire où demeure Jean-Charles de la Briffe-Ponsan. Le 13 août 1791, la partie occupée par le chanoine Fay fut vendue comme bien national[citation nécessaire] pour 6250 livres à un notaire du Mans, Guy-Jean-François Martigné. Le pavillon fut finalement acheté par le même notaire[citation nécessaire], pour la somme de 7000 livres, le 7 novembre 1791, sans pour autant que ses locataires religieux en fussent chassés. Le 24 septembre 1794, il céda l’édifice au chanoine Fay, qui en fit rapidement[citation nécessaire] don (le 21 mars 1795) à François Lambert, un proche parent, ancien avocat au siège présidial.
Le Grabatoire restait cependant un logis inachevé, les dissensions nées durant sa construction ayant empêché la réalisation des lucarnes[citation nécessaire]. Lorsque l’abbé Bruneau acquit l’édifice en 1895, il fit ériger deux lucarnes à croisée et de petits clochetons à la naissance du toit de la grosse tourelle[citation nécessaire]. En même temps, fut appuyé au grand pignon nord, un appentis terminé en terrasse[citation nécessaire]. L'ensemble fut restauré en 1906 et 1907 et les enduits anciens, dont ceux en fausse-coupe de pierre du XVIe siècle, malheureusement, furent remplacés par un rejointoiement "rustique" contraire à l'esprit originel[citation nécessaire] de ce bel hôtel urbain. 
La restauration de 2014 a rétabli, sous la maîtrise d’œuvre de l'Architecte du Patrimoine Laurent Cohin, sa vêture d'enduit conforme aux dispositions primitives[citation nécessaire].

## Composition
(mai 2018).
La maison est composée d’un grand pavillon à deux étages, prolongé vers l’ouest par une aile moins élevée et terminée par un pignon aux rampants assisés[citation nécessaire]. En retour d'équerre vers le nord, un corps de bâtiment moins important, au toit moins élevé, possède aussi des pignons découverts aux rampants assisés[citation nécessaire]. Deux tourelles polygonales renferment les escaliers[citation nécessaire] desservant les étages de cette double habitation. La façade du pavillon est percée de trois fenêtres superposées[citation nécessaire]. La même disposition règne sur la façade en retour sur la cour[citation nécessaire]. Celle-ci possède cependant deux ouvertures latérales en plus, celle du 1er étage date de la fin du XVIe sièclex, alors que celle du second est contemporaine des travaux de restauration au début du XXe siècle[citation nécessaire]. À l’origine[citation nécessaire], toutes les fenêtres étaient recoupées par des croisées en pierre. Toutes disparues au XVIIIe siècle[citation nécessaire] à une époque où la lumière était particulièrement recherchée, ont été restituées lors des travaux du début du XXe siècle.